# 縛婁
縛婁，又名縛婁國、縛婁古國，或稱扶婁、符婁、傅羅、博羅，是《呂氏春秋》中記載的一個古代國家，據考古認為其故地位於現代廣東惠州博羅縣。

## 記載
據戰國時《呂氏春秋》云：「揚、漢之南，百越之際……縛婁、陽禺、驩兜之國，多無君」；而東晉王嘉亦於《拾遺記》中記載「……七年。南陲之南，有扶婁之國」。